# Авраменко, Василий Антонович
Авра́менко Васи́лий Анто́нович (31 декабря 1949 — Марковка, Ворошиловградская область, УССР) — заслуженный врач России, профессор, почётный доктор Санкт-Петербургской академии физической культуры имени Лесгафта, начальник отделения традиционной медицины врачебно-спортивного диспансера ЦСКА, член медицинской комиссии международной федерации баскетбола (ФИБА). Полковник медицинской службы. Кавалер ордена Почета.
С 1980 по 2012 годы работал главным врачом сборных СССР и России по различным видам спорта на Олимпийских играх (всего принял участие в десяти олимпиадах, в 2004 году — главный врач сборной страны) и внёс значительный вклад в достижение спортсменами высоких спортивных результатов. В разные годы его пациентами становились Арвидас Сабонис, Вячеслав Фетисов, Владислав Третьяк, Борис Михайлов, Евгений Плющенко, Сергей Бубка и многие другие. Среди его подопечных были также не менее публичные личности, такие как Евгений Примаков, Борис Грызлов, Иосиф Кобзон и Сосо Павлиашвили.

## Биография
Родился 31 декабря 1949 года в посёлке Марковка Ворошиловградской области УССР (ныне Луганская область Украины) в семье Антона Александровича (1924—2005 г.) и Екатерины Семёновны (1922—2013 г.) Авраменко. С детства увлекался спортом, мечтал принять участие в Олимпийских играх, однако в юношеском возрасте выбрал профессию врача. После окончания школы Василий Авраменко поступил на 1-й факультет Луганского медицинского института («лечебное дело»), а после четырёх лет учёбы перевёлся на военно-медицинский факультет Куйбышевского медицинского института (ныне Самарский военно-медицинский институт), который окончил в 1973 году и получил звание лейтенанта медицинской службы с присвоением квалификации врача высшей категории. Во время учёбы в ВУЗах продолжал заниматься спортом, особенно лёгкой атлетикой, в которой для спортсмена-любителя добился неплохих результатов.
По окончании института Авраменко по распределению до 1978 года служил начальником медицинской службы бригады связи Северной группы войск (Польша). Во время службы в Польше он решил всерьёз заняться спортивной медициной. По протекции своего непосредственного начальника в последний год службы Василий Антонович окончил курсы спортивной медицины в Тартуском университете (Эстония), большая часть преподавателей на которых были специалистами из США.
По возвращении из Польши Авраменко переехал в Москву, где пытался устроиться в ЦСКА по вновь полученной специализации, однако вплоть до конца 1979 года служил в подмосковном Дмитрове начальником медицинской службы автомобильного полка. В том же году по рекомендации Олега Белаковского его зачислили в штат Центрального спортивного клуба армии, где с 1980 по 1984 год он работал врачом легкоатлетической команды клуба. Его первым титулованным пациентом стал метатель молота Юрий Седых.

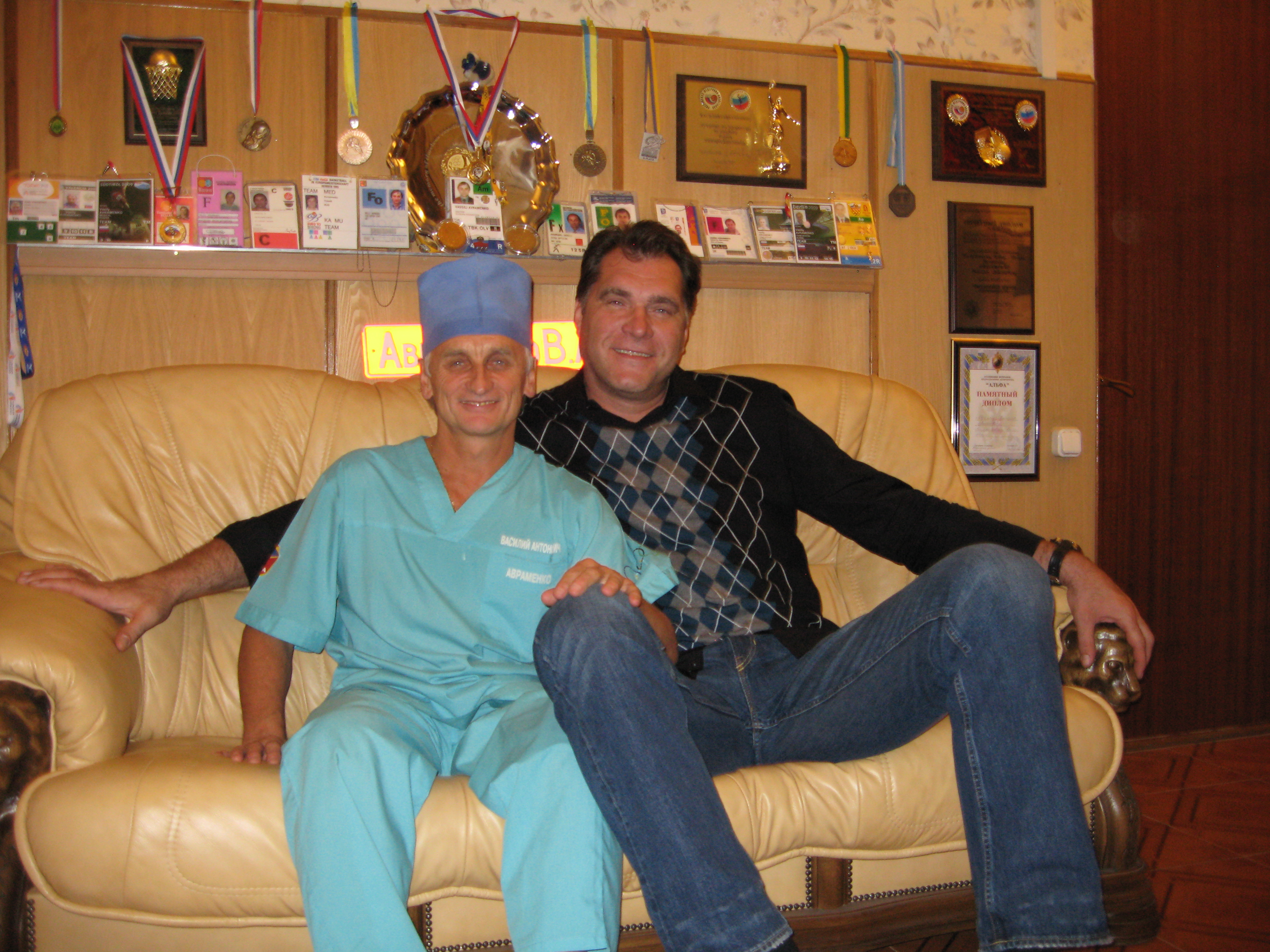
Авраменко и Арвидас Сабонис

С 1984 года Василий Антонович работал преимущественно с баскетбольной командой клуба и СССР. Его наиболее выдающимся достижением на врачебном поприще считают уникальные методики, при помощи которых он сумел восстановить спортивную форму Арвидаса Сабониса, накануне летней Олимпиады в Сеуле получившим подряд две тяжелейшие травмы ахилла, и чей вклад в победу сборной СССР стал одним из решающих. После церемонии награждения один из игроков команды (Александр Волков) даже вручил ему свою олимпийскую медаль. Спустя время по инициативе сборной были изготовлены точные реплики сеульских наград, которые на 60-ти летний юбилей врача команды были также вручены её массажисту и сыну главного тренера (А. Гомельского).
С 1994 года Авраменко по просьбе Виктора Тихонова начал также работать со сборной России по хоккею с шайбой в период подготовки и проведения зимней Олимпиады в Лиллехаммере. В том же году за свои достижения Указом Президента Российской Федерации он был удостоен Почётного звания «Заслуженный врач Российской Федерации».
В 1996 году на Олимпиаде в Атланте он работал врачом легкоатлетической сборной страны, в 2000 году мужской баскетбольной сборной под руководством Станислава Ерёмина (Сидней), а в 2004 году на Олимпиаде в Афинах работал главным врачом сборной России. Не без его медицинской помощи олимпийские медали завоевали легкоатлеты Елена Слесаренко, ставшая олимпийской чемпионкой по прыжкам в высоту, и Татьяна Котова (прыжки в длину).

Удостоверение «Заслуженного врача Российской Федерации».

Начиная с 1995 года В. А. Авраменко работает начальником отделения традиционных методов лечения врачебного диспансера ЦСКА. В том же году он сконцентрировался на научной и практической деятельности в области плацентотерапии, которой стал интересоваться сразу после окончания ВУЗа как одним из методов восстановления спортсменов после запредельных физических нагрузок. В. А. Авраменко — единственный патентованный специалист в спортивной медицине, который длительное время на официальном уровне использует данный метод в спорте. В 2004 году Авраменко получил диплом почётного доктора академии физической культуры имени П. Ф. Лесгафта за вклад в научную, учебно-методическую, спортивную и интернациональную деятельность в сфере физической культуры и спорта. Этого звания, начиная с 1896 года, удостоены всего 20 человек.
В 2009 году при поддержке Министерства спорта, туризма и молодёжной политики вышло в свет энциклопедическое издание «Легенды российского спорта», где среди биографий сотни выдающихся спортсменов лишь одна врача. 23 мая 2010 года Василий Авраменко был награждён Орденом Почета, а в 2011 году при поддержке Министерства культуры РФ был снят документальный фильм-посвящение «Спасибо, доктор» (режиссёр Е. Богатырёв, ООО «ВИБ-Фильм»).

## Семья
Женат. В браке родился сын Михаил. Внуки — Анна и Алексей.

## Литературное творчество
- Авраменко В. А., «Вера и Дух в олимпийском сердце». Литературный редактор А. М. Боташев, Координатор Н. П. Гетьман. Издательство ИТРК 2020 г. — 118 с. Москва[10]
- Авраменко В. А., «Лучшая команда XX века». Литературный редактор В. В. Можайцев, Издательство «Орбита-М» 2011 г. — 154 с. Ульяновск[11]

## Галерея

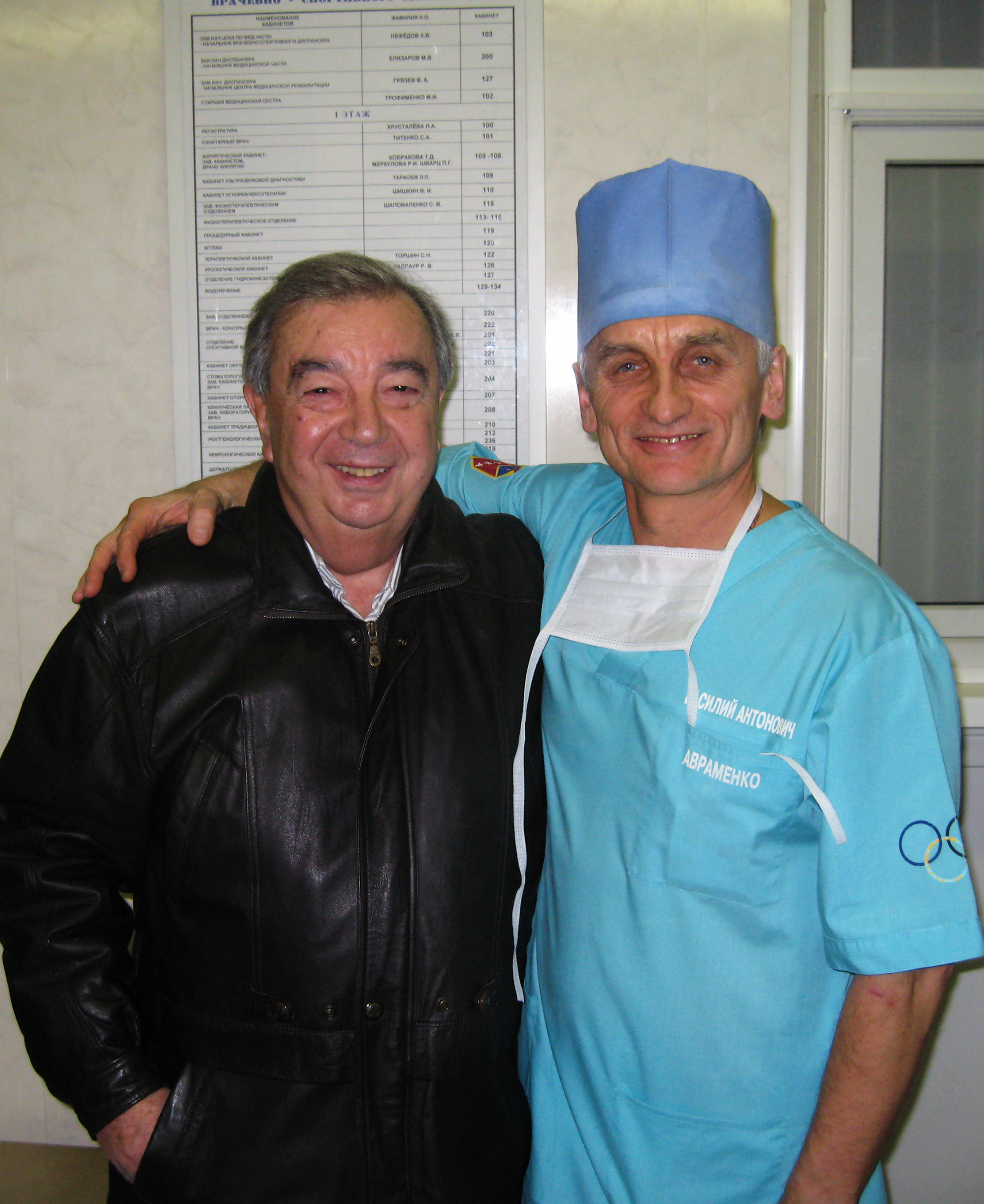
Авраменко и Евгений Примаков
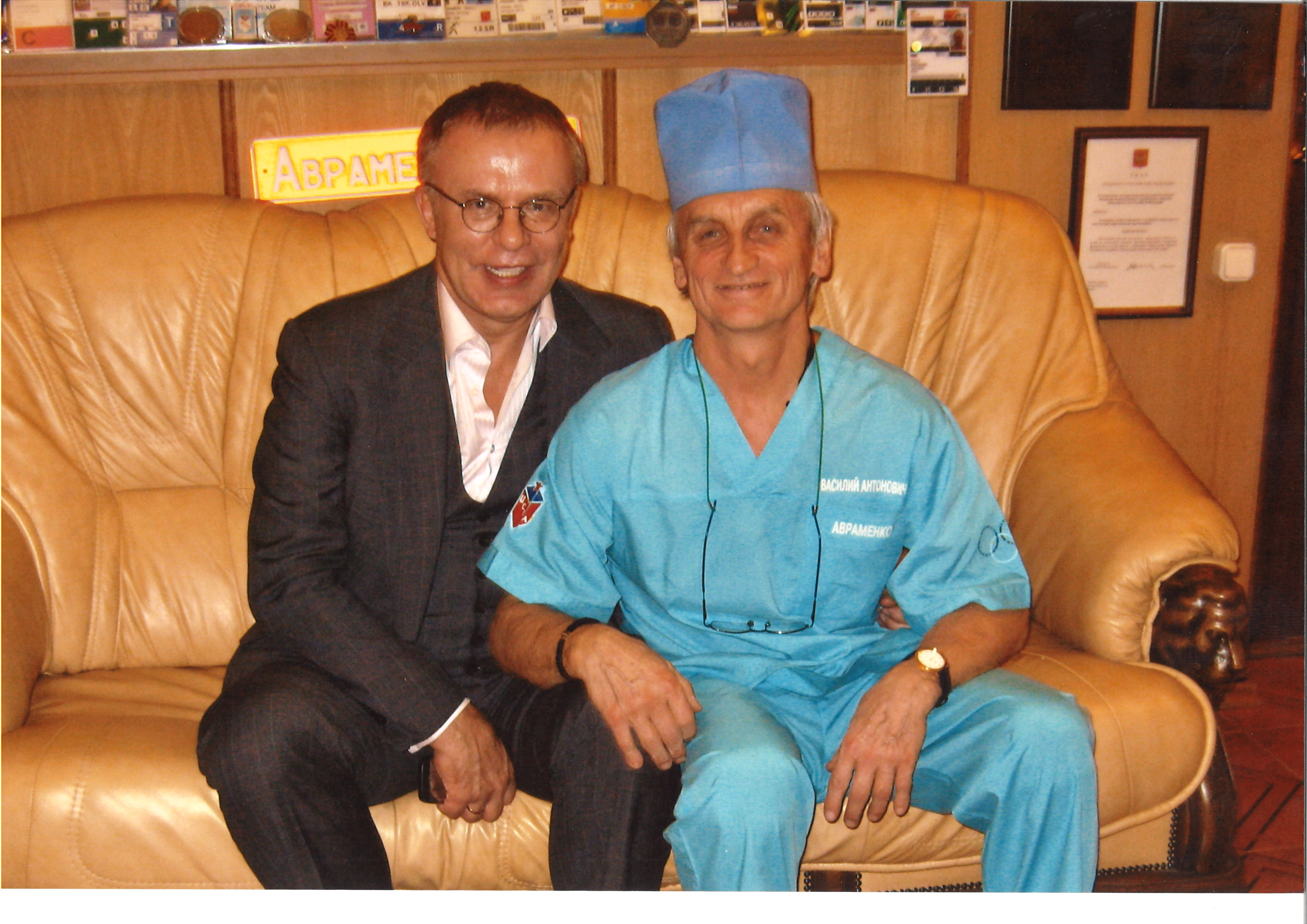
Авраменко и Вячеслав Фетисов
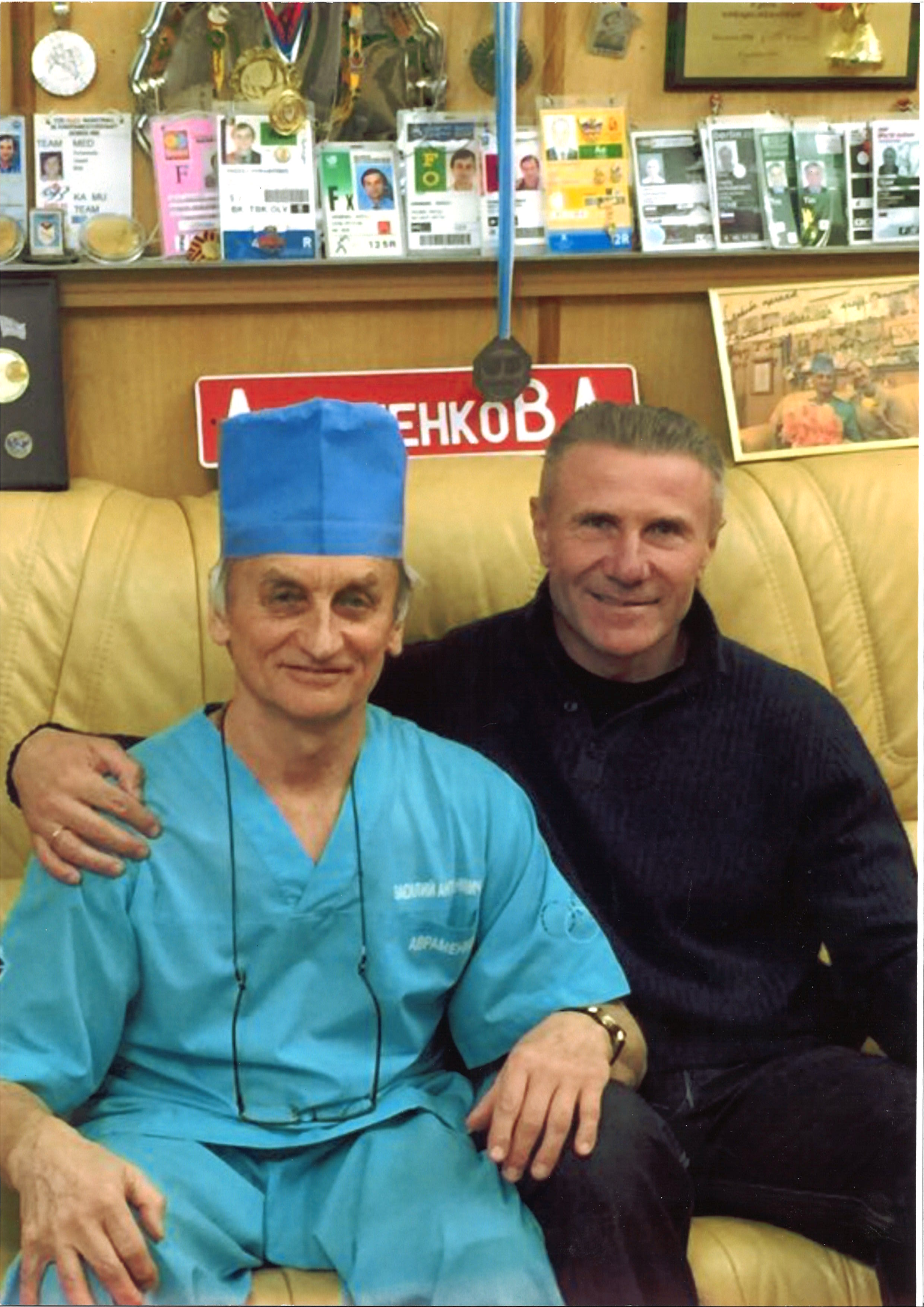
Авраменко и Сергей Бубка
удостоверение к государственной награде "Орден Почета"